# One Flew Over the Cuckoo's Nest
One Flew Over the Cuckoo's Nest (Brasil: Um Estranho no Ninho / Portugal: Voando sobre um Ninho de Cucos) é um filme de drama estadunidense de 1975 dirigido por Miloš Forman, baseado no romance de mesmo nome de 1962 escrito por Ken Kesey. É estrelado por Jack Nicholson, Louise Fletcher, Willian Redfield, Will Sampson e Brad Dourif; a obra também marcou a primeira atuação de Christopher Lloyd no cinema.
O filme segue a história de Randall McMurphy, um meliante que após ser preso, se finge de louco para ir para um hospital psiquiátrico e assim esquivar-se de uma porção de trabalhos forçados na prisão. Lá ele começa a influenciar os outros internos e começa a sofrer oposição da cruel e sádica enfermeira Mildred Ratched. Com forte poder persuasivo, McMurphy instaura uma reviravolta na clínica, não sabendo ele o que isto lhe pode custar.
É considerado como um dos melhores filmes estadunidenses já feitos na história, ocupando a posição #20 na lista dos 100 melhores filmes da American Film Institute de 1998. One Flew Over the Cuckoo's Nest foi o segundo filme na história a conquistar todos os cinco principais prêmios do Óscar (melhor filme, melhor diretor, melhor roteiro, melhor ator e melhor atriz) depois de It Happened One Night de 1934; esse feito só voltaria a se repetir em 1991 com o longa O Silêncio dos Inocentes. Também ganhou inúmeros prêmios do Globo de Ouro e do BAFTA. Em 1993, o filme foi considerado "culturalmente, historicamente ou esteticamente significativo" pela Biblioteca do Congresso dos Estados Unidos e selecionado para preservação no National Film Registry.

## Enredo
Em 1963, no estado americano de Óregon, o criminoso reincidente Randle Patrick McMurphy é transferido para uma instituição psiquiátrica depois de cumprir uma sentença curta realizando tarefas compulsórias em uma prisão por estupro estatutário em uma garota de 15 anos. Embora não seja realmente doente mental, McMurphy espera evitar o trabalho forçado e servir o resto de sua sentença em um ambiente descontraído. Ao chegar ao hospital, ele conhece a enfermaria administrada pela rígida Drª Mildred Ratched, que sutilmente suprime as ações de seus pacientes por meio de uma rotina passivo-agressiva, intimidando os internos.
Os outros pacientes incluem o jovem ansioso e gago Billy Bibbit; Charlie Cheswick, que é propenso a birras infantis; o delirante Martini; o bem-educado e paranoico Dale Harding; o beligerante Max Taber; o epilético Jim Sefelt; e o "Chefe" Bromden, um nativo americano alto presumidamente surdo e mudo. Mildred Ratched logo vê a presença animada e rebelde de McMurphy como uma ameaça à sua autoridade, confiscando os cigarros dos pacientes e racionando-os. Durante seu tempo na enfermaria, McMurphy entra em uma batalha de liderança com Ratched. Ele rouba um ônibus do hospital, fugindo com vários pacientes para uma pescaria, encorajando-os a se tornarem mais autoconfiantes e menos dependentes da enfermeira.
Após descobrir que sua sentença pode se tornar indefenida, McMurphy começa a criar planos para fugir do local, exortando o "Chefe" a jogar um pesado carrinho de hidroterapia pelo vidro de uma janela. McMurphy, Chefe e Cheswick entram em uma briga com os enfermeiros após o último ficar agitado por causa de seus cigarros roubados. Ratched os envia para a "sala de choque" enquanto McMurphy descobre que o indígena Bromden consegue falar, pois esse finge ser surdo e mudo para evitar se envolver com as outras pessoas. Depois de ser submetido a uma eletroconvulsoterapia, McMurphy retorna para a enfermeira Mildred fingindo ter danos cerebrais, mas logo depois diz que o tratamento "o carregou" ainda mais. McMurphy e Chefe fazem planos para escapar, mas decidem dar uma festa de Natal secreta para seus amigos depois do expediente de Ratched acabar naquela noite.
Randle leva duas mulheres, Candy e Rose para a enfermaria do hospício e suborna o guarda noturno. Depois de uma noite de festa, McMurphy e Bromden preparam-se para escapar, convidando Billy para ir com eles. Ele se recusa, alegando não estar pronto para sair do hospital. McMurphy, contrariando-o, o convence a fazer sexo com Candy. Ratched chega de manhã e encontra a enfermaria completamente bagunçada e suja e com a maioria dos pacientes desmaiados de bêbados. Ela vê Billy e Candy juntos deitados nus num leito de um quarto, com o jovem agora livre de gagueira e falando em alto tom contra a enfermeira, até que Ratched ameaça informar sua mãe sobre sua rebeldia. Billy, tomado pelo medo é trancado em uma das salas da clínica, mas reage contra os funcionários e comete suicídio partindo sua jugular com um caco de vidro. O enfurecido McMurphy parte para cima da enfermeira Ratched, mas é golpeado pelas costas por outro funcionário, quase matando Mildred.
Ratched volta no dia seguinte com um colar cervical e com uma pequena dificuldade na fala. Rumores entre os internos dizem que McMurphy escapou, em vez de ser levado "para o andar de cima". Mais tarde naquela noite, "Chefe" Bromden vê McMurphy sendo levado para a cama. Após perceber que o amigo agora possui cicatrizes de lobotomia na testa, Bromden o sufoca com um travesseiro, matando-o finalmente. Chefe, então, consegue erguer o pesado carrinho de hidroterapia e o joga pela janela, escapando do hospital em meio ao entardecer enquanto é observado e aplaudido por Taber.

## Elenco principal
- Jack Nicholson como Randle Patrick McMurphy
- Louise Fletcher como a enfermeira Mildred Ratched
- Will Sampson como o "Chefe" Bromden
- William Redfield como Dale Harding
- Brad Dourif como Billy Bibbit
- Sydney Lassick como Charlie Cheswick
- Christopher Lloyd como Max Taber
- Danny DeVito como Martini
- Dean Brooks como o Dr. John Spivey
- William Duell como Jim Sefelt
- Vincent Schiavelli como Bruce Frederickson
- Michael Berryman como Ellis
- Nathan George como o funcionário Washington
- Marya Small como Candy
- Scatman Crothers como o guarda noturno
- Louisa Moritz como Rose
- Peter Brocco como o Coronel Matterson

## Produção

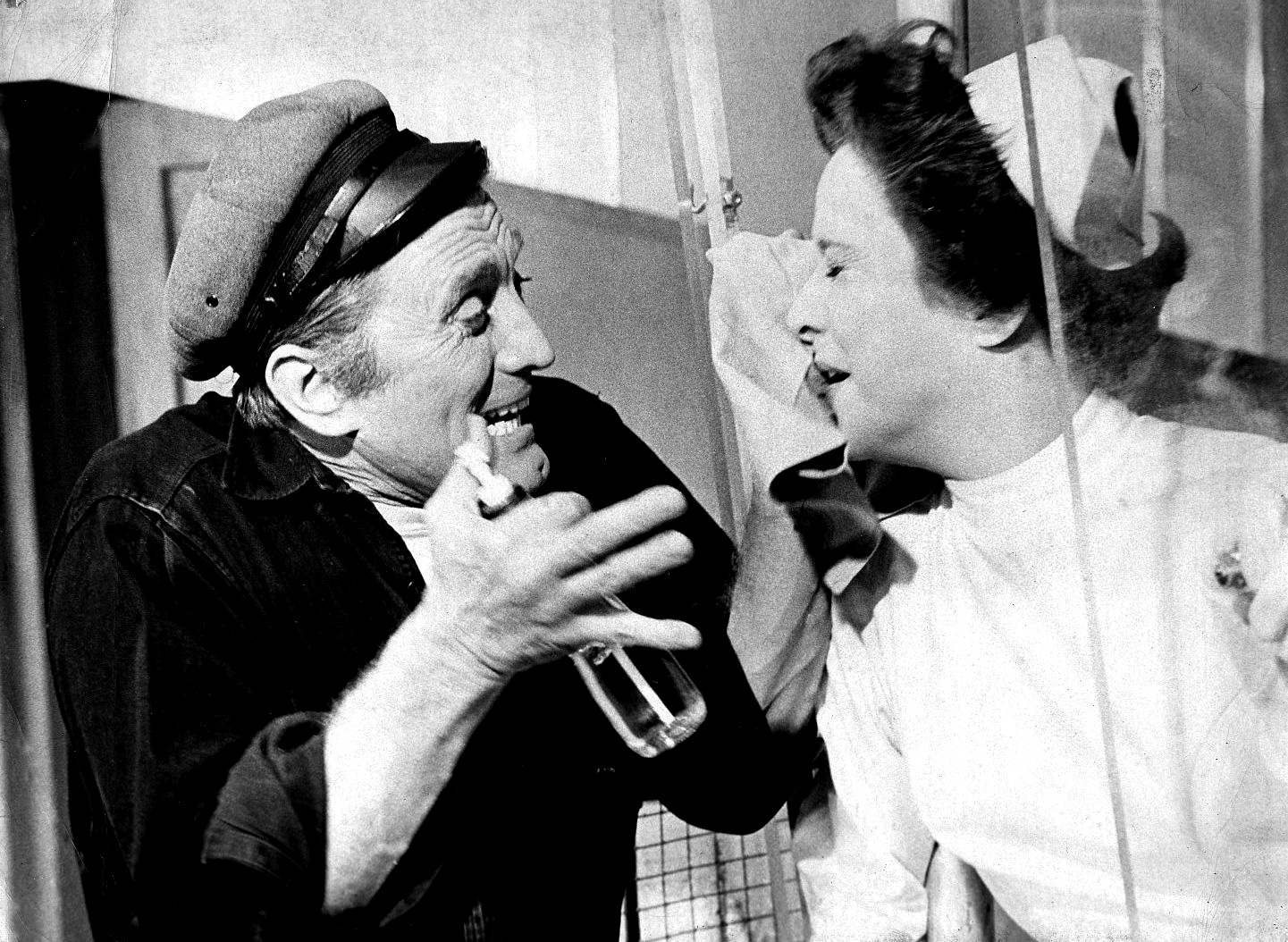
O ator Kirk Douglas durante uma atuação numa peça teatral baseada no livro de Ken Kesey. Douglas tentou realizar uma adaptação cinematográfica durante os anos 60, mas não conseguiu apoio para tal; a versão para os cinemas só surgiria na década seguinte após Kirk repassar os direitos da obra para seu filho Michael

O ator Kirk Douglas, que havia encenado o papel de McMurphy numa adaptação teatral entre 1963 e 1964 do romance de Ken Kesey, comprou os direitos de filmagem da história e tentou durante uma década trazê-la para os cinemas, mas não conseguiu encontrar um estúdio disposto a realizar a produção do filme. Posteriormente, ele repassou os direitos ao seu filho Michael Douglas, que viria conseguir produzir o filme nos anos 70. Porém o próprio Douglas, que já tinha quase 60 anos, era considerado velho demais para o papel de McMurphy, que acabou sendo repassado para Jack Nicholson, à época com 38 anos de idade. Douglas trouxe Saul Zaentz como co-produtor do filme.
O primeiro roteirista do filme, Lawrence Hauben, apresentou o projeto de Douglas para o diretor checo Miloš Forman, cujo filme Hoří, má panenko de 1967, realizado na própria Tchecoslováquia, tinha o tipo de qualidades que os produtores estavam procurando. Forman voou para a Califórnia e leu o roteiro página por página, marcando alguns trechos que ele mudaria ou iria cortar. Forman disse em 2012: "Para mim [a história] não era apenas literatura, mas a vida real, a vida que eu vivi na Tchecoslováquia desde meu nascimento em 1932 até 1968. O Partido Comunista era como a enfermeira Ratched, me dizendo o que eu podia e não podia fazer, o que eu era ou não podia dizer, onde eu estava e não podia ir, até quem eu era e não era."
Saul Zaentz, um leitor voraz, pegou uma certa proximidade com Ken Kesey e, assim, após o pedido de Hauben, ele pediu à Kesey para escrever o roteiro e prometeu a ele uma parte da receita do filme como pagamento; a idéia, porém, acabou não se concretizando e terminou com escritor travando uma disputa financeira.

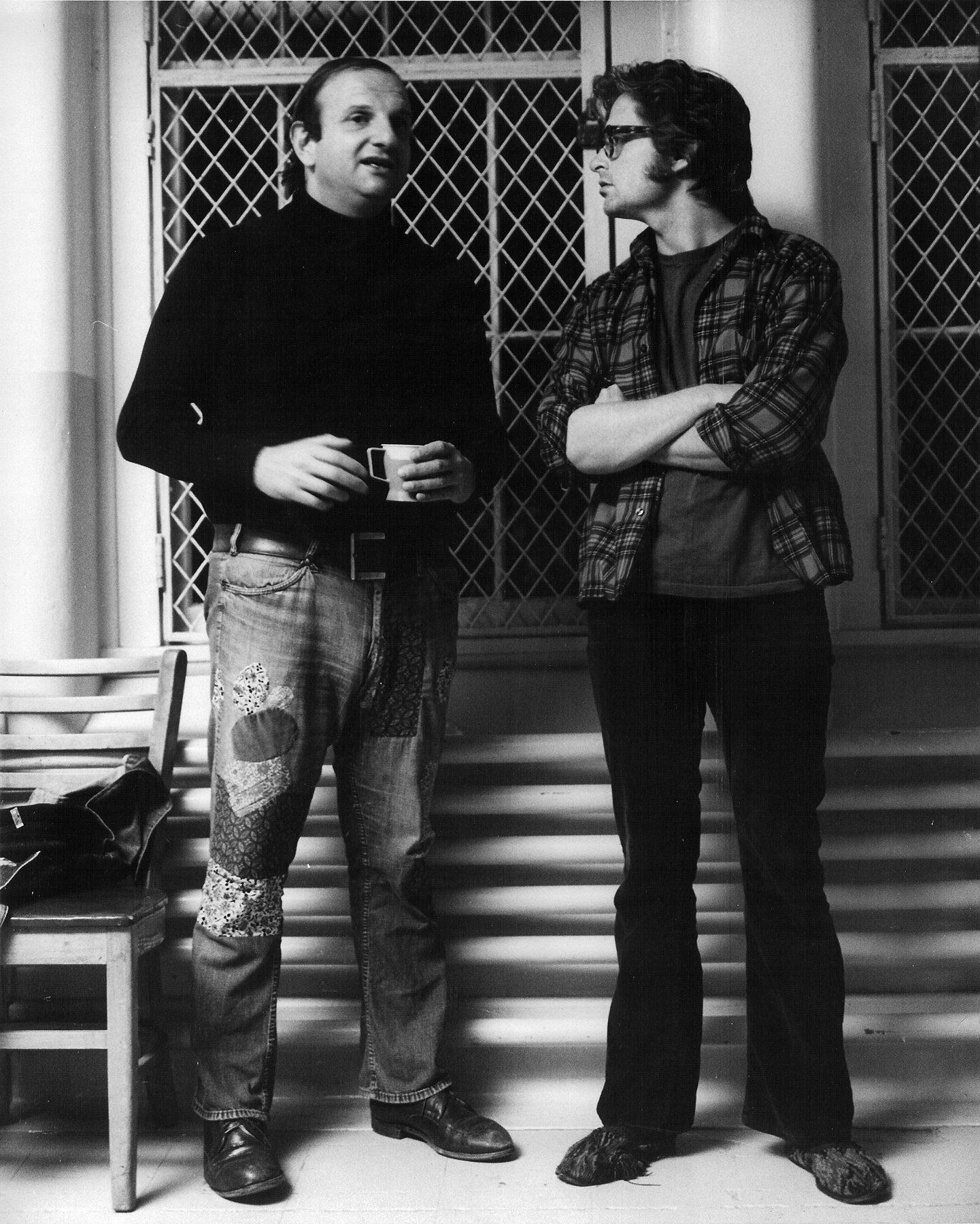
Bo Goldman e Michael Douglas durante as filmagens

Hal Ashby, que havia sido cogitado inicialmente para a direção do filme, sugeriu Jack Nicholson para o papel de McMurphy. A produção foi adiada por cerca de seis meses por conta de alguns compromissos de Nicholson. No entanto, Michael Douglas mais tarde viu que esse atraso o ajudaria a ter mais tempo para acertar alguns detalhes para a produção.

### Escolha do elenco
Danny DeVito, que era um amigo antigo de Douglas, foi o primeiro a ser escalado para interpretar Martini, um dos pacientes. Douglas encontrou Will Sampson, que interpretou o Chefe Bromden, em uma loja revendedora de carros usados onde ele trabalhava. Douglas disse a ele que estava procurando um cara grande para interpretar o Chefe e Will aceitou a proposta.
Miloš Forman havia considerado Shelley Duvall para o papel de Candy. Enquanto Miloš observava o filme Thieves Like Us (1974) para ver se ela se encaixava para o papel, ele também se interessou por Louise Fletcher, que interpretava como coadjuvante naquela produção e a convidou para ser a enfermeira Ratched; o diretor de elenco Fred Roos já havia mencionado seu nome como uma possibilidade. Mesmo assim, foram necessárias quatro ou cinco reuniões por um ano (durante as quais o papel foi oferecido a outras atrizes) para Fletcher garantir o papel da enfermeira Ratched. Sua última audição foi no final de 1974, com Forman, Zaentz e Douglas. No dia seguinte ao Natal, a produção contatou Louise dizendo que ela havia sido aprovada e a chamaram para os ensaios iniciais no Oregon State Hospital em janeiro de 1975.

### Ensaios
Antes do início das filmagens, foi realizada uma semana de ensaios a partir do dia 4 de janeiro de 1975 no Oregon State Hospital, durante a qual os atores assistiram os pacientes em sua rotina diária e em terapia de grupo. Jack Nicholson e Louise Fletcher também testemunharam a terapia eletroconvulsiva em um paciente.

### Filmagens

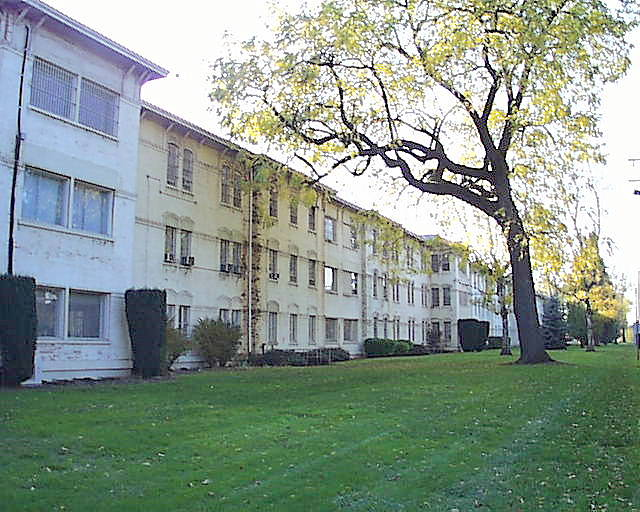
Oregon State Hospital, locação das filmagens. O lugar foi escolhido principalmente por ser a ambientação original do livro de Ken Kesey

As gravações começaram em janeiro de 1975 e duraram aproximadamente três meses, sendo realizadas principalmente em Salem, capital do estado americano de Óregon, bem como na costa deste.
Os produtores decidiram filmar o longa no Oregon State Hospital, um verdadeiro hospital psiquiátrico, já que este também era o cenário original do romance de Key Kesey. O diretor do hospital, Dean Brooks, aprovou as filmagens e acabou interpretando o Dr. John Spivey no filme. Brooks identificou um paciente para cada um dos atores e alguns integrantes do elenco até dormiam nas enfermarias à noite. Ele também queria incorporar seus pacientes ao elenco do filme, e os produtores aceitaram a sugestão.
Haskell Wexler foi dispensado do cargo de diretor de fotografia sendo substituído por Bill Butler. Wexler acreditava que sua demissão era devido ao seu trabalho simultâneo no documentário Underground, no qual o grupo terrorista radical Weather Underground estava sendo entrevistado enquanto se escondia da lei. No entanto, Miloš Forman disse que ele havia dispensado Wexler por conta de conflitos artísticos. Wexler e Butler receberam uma indicação conjunta para o Oscar de melhor fotografia de 1976 por One Flew Over the Cuckoo's Nest, embora o próprio Wexler tenha dito que "havia trabalhado em apenas cerca de um ou dois minutos no filme".
As filmagens ultrapassaram o cronograma e o orçamento inicial de US$ 2 milhões, mas Saul Zaentz, que estava financiando pessoalmente o filme, conseguiu bancar a quantia excedente com a ajuda de sua empresa, a Fantasy Records. Estima-se que, ao final da produção, o filme tenha custado entre três e quatro milhões de dólares para ser realizado.

## Recepção

### Comercial
O filme estreou nos cinemas Sutton e Paramount em Nova York em 19 de novembro de 1975. One Flew Over the Cuckoo's Nest foi o segundo filme de maior bilheteria lançado em 1975 nos Estados Unidos e Canadá (atrás apenas de Tubarão), com uma receita bruta interna de US$ 109 milhões, o que o fez tornar-se o sétimo filme de maior bilheteria de todos os tempos na época. Como foi lançado no final do ano, a maior parte de sua receita bruta foi gerada em 1976, fazendo o filme ser a maior bilheteria geral desse ano, com lucros de US$ 56,5 milhões.
Foi o filme de maior bilheteria lançado pela United Artists até então.

### Crítica
O filme foi recebido com aclamação da crítica; Roger Ebert disse que "One Flew Over the Cuckoo's Nest é um filme tão bom em muitas de suas partes que há uma tentação de perdoá-lo até em suas falhas [...]". Posteriormente, o crítico o inseriu em sua lista de "melhores filmes". AD Murphy, da revista Variety, escreveu uma revisão mista; assim como Vincent Canby, que escreveu para o The New York Times que o filme é "uma comédia que não consegue sustentar sua conclusão trágica, que é esquemática demais para ser honestamente comovente, mas é atuada com tal senso de vida que se responde à sua demonstração de humanidade, se não à sua programação metafórica".
Comentando sobre a trilha sonora, o revisor Steven McDonald disse: "A natureza nervosa do filme se estende à partitura, dando-lhe uma sensação profundamente perturbadora às vezes - mesmo quando parece ser relativamente normal. A música tem uma tendência a ser sempre um pouco desequilibrada, e de vez em quando ela se inclina completamente para um estranho mundo próprio ..."
O filme ganhou os cinco principais prêmio do Óscar durante a 48.ª cerimônia da premiação em 1976. As estatuetas incluem as de Melhor Ator para Jack Nicholson, Melhor Atriz para Louise Fletcher, Melhor Direção para Miloš Forman, melhor roteiro adaptado para Lawrence Hauben e Bo Goldman e de Melhor Filme. One Flew Over the Cuckoo's Nest atualmente possui 95% de aprovação no site Rotten Tomatoes, com uma classificação média de 9/10, sendo classificado como "Fresco". O consenso do site diz: "A batalha na tela entre Jack Nicholson e Louise Fletcher serve como um microcosmo pessoal das guerras culturais dos anos 1970 - e prova da visão do diretor de que o filme retém seu poder mais de três décadas depois."
O longa é considerado até hoje como um dos maiores filmes americanos já feitos. Ken Kesey participou dos estágios iniciais do desenvolvimento do roteiro, mas retirou-se depois de diferenças criativas com os produtores sobre o ponto de vista do elenco e da narrativa; em última análise, ele entrou com uma ação contra a produção e ganhou um acordo. O próprio Kesey afirmou nunca ter visto o filme, mas disse que não gostava do que sabia, um fato confirmado por Chuck Palahniuk que disse: "A primeira vez que ouvi essa história, foi através do filme estrelado por Jack Nicholson, um filme que Kesey uma vez me disse que não gostava".
Em 1993, o filme foi considerado "culturalmente, historicamente ou esteticamente significativo" pela Biblioteca do Congresso dos Estados Unidos e selecionado para preservação no National Film Registry.

## Principais prêmios e indicações
| Premiação          | Categoria                                        | Recipiente                                   | Resultado |
| ------------------ | ------------------------------------------------ | -------------------------------------------- | --------- |
| Oscar 1976         | Oscar de Melhor Filme                            | Michael Douglas e Saul Zaentz                | Venceu    |
| Oscar 1976         | Oscar de Melhor Diretor                          | Miloš Forman                                 | Venceu    |
| Oscar 1976         | Oscar de Melhor Ator                             | Jack Nicholson                               | Venceu    |
| Oscar 1976         | Oscar de Melhor Atriz                            | Louise Fletcher                              | Venceu    |
| Oscar 1976         | Oscar de Melhor Roteiro Adaptado                 | Laurence Hauben e Bo Goldman                 | Venceu    |
| Oscar 1976         | Oscar de melhor ator coadjuvante                 | Brad Dourif                                  | Indicado  |
| Oscar 1976         | Oscar de melhor cinematografia                   | Haskell Wexler e Bill Butler                 | Indicado  |
| Oscar 1976         | Oscar de melhor edição                           | Richard Chew, Lyzee Klingman e Sheldon Kahn  | Indicado  |
| Oscar 1976         | Oscar de melhor banda sonora original            | Jack Nitzsche                                | Indicado  |
| Globo de Ouro 1976 | Globo de Ouro de Melhor Filme Dramático          | Michael Douglas e Saul Zaentz                | Venceu    |
| Globo de Ouro 1976 | Globo de Ouro de Melhor Diretor                  | Miloš Forman                                 | Venceu    |
| Globo de Ouro 1976 | Globo de Ouro de melhor ator em filme dramático  | Jack Nicholson                               | Venceu    |
| Globo de Ouro 1976 | Globo de Ouro de melhor atriz em filme dramático | Louise Fletcher                              | Venceu    |
| Globo de Ouro 1976 | Globo de Ouro de Melhor Roteiro                  | Laurence Hauben e Bo Goldman                 | Venceu    |
| Globo de Ouro 1976 | Globo de Ouro de melhor ator revelação do ano    | Brad Dourif                                  | Venceu    |
| BAFTA              | BAFTA de Melhor Filme                            | Michael Douglas e Saul Zaentz                | Venceu    |
| BAFTA              | BAFTA de Melhor Diretor                          | Miloš Forman                                 | Venceu    |
| BAFTA              | BAFTA de Melhor Ator em cinema                   | Jack Nicholson                               | Venceu    |
| BAFTA              | BAFTA de Melhor Atriz em cinema                  | Louise Fletcher                              | Venceu    |
| BAFTA              | BAFTA de Melhor Ator Coadjuvante em cinema       | Brad Dourif                                  | Venceu    |
| BAFTA              | BAFTA de Melhor Edição                           | Richard Chew, Lynzee Klingman e Sheldon Kahn | Venceu    |
| BAFTA              | BAFTA de Melhor Fotografia                       | Haskell Wexler e Bill Butler                 | Indicado  |
| BAFTA              | BAFTA de Melhor Roteiro Adaptado                 | Laurence Hauben e Bo Goldman                 | Indicado  |

Prêmio Bodil 1976 (Dinamarca)
- Venceu na categoria de melhor filme americano.

Prêmio Eddie 1976 (EUA)
(American Cinema Editors)
- Venceu como filme melhor editado.

Prêmio César 1977 (França)
- Venceu na categoria de melhor filme estrangeiro.

Prêmio David di Donatello 1976 (Itália)
- Venceu na categoria de melhor diretor de filme estrangeiro e melhor ator estrangeiro (Jack Nicholson).

Prêmio NYFCCA 1975 (New York Film Critics Circle Awards, EUA)
- Venceu na categoria de melhor ator (Jack Nicholson).

### Outras nomeações e homenagens
American Film Institute
- AFI's 100 Years... 100 Movies #20
- AFI's 100 Years...100 Heroes & Villains:
  - Enfermeira Ratched #5
- AFI's 100 Years...100 Cheers #17
- AFI's 100 Years...100 Movies (10th Anniversary Edition) #33